# 2nd Skin
2nd Skin ist das letzte Studioalbum der hessischen Punkrock-Band The Bates. Es erschien 2000 bei Virgin Records und enthält ausschließlich Coverversionen.

## Hintergrund
Das Album entstand als satirische Antwort auf Vorwürfe von Kritikern, dass die Band fast ausschließlich mit Coversongs, zum Beispiel Billie Jean von Michael Jackson und Hello von Shakespears Sister, Erfolge haben würde. Dazu wurde der passende Titel 2nd Skin (dt. ‚Zweite Haut‘) gewählt. Die Songauswahl beschränkt sich auf Klassiker der Rock- und Popmusik. Bis auf die Songs von The Cure, Aneka und The Chameleons entstanden alle Lieder vor den 1980ern. An zu dieser Zeit aktueller Musik ist außerdem Blue von Eiffel 65 vertreten. Nach Aussagen der Musiker hat jeder Song für die Bandmitglieder eine Bedeutung. Die Idee hinter dem Album war es, „den ein oder anderen (Uralt-)Song für ein neues Publikum interessant [zu] machen“.
Das Album wurde zwischen Februar und April 2000 im Basement’s „Room No. 1“ in Kassel eingespielt. Produzent war Martin Wagnitz. An den Aufnahmen ist erstmals der 1999 hinzugestoßene Gitarrist Tilmann „Dully“ Schüssler beteiligt. Das Album erschien als limitiertes Digipak und als normale CD-Version am 5. Juni 2000. Japanes Girl war als Single-Auskopplung eingeplant, wurde jedoch 2000 nur in geringer Stückzahl gepresst und dann gestrichen.
Es sollte das letzte Album der Band werden. Die erste Tour zum Album endete am 26. August 2000 mit einem abgesagten Konzert und auch die Fortsetzung der Tour im Herbst musste vorzeitig beendet werden. Hintergrund waren vermutlich persönliche Differenzen, die sich vor allem an Markus Zimmers Alkoholkonsum entfachten. Ein Jahr nach Veröffentlichung des Albums gaben die Bates ihre Auflösung bekannt.

## Titelliste
| #  | Titel                                                                  | Länge | ursprünglicher Interpret | Text und Komposition           | Musikverlag                      |
| -- | ---------------------------------------------------------------------- | ----- | ------------------------ | ------------------------------ | -------------------------------- |
| 1  | Up the Down Escalator                                                  | 3:48  | The Chameleons           | Burges/Lever/Fielding/Smithies | EMI Virgin Music Publishing      |
| 2  | Out of Time                                                            | 2:24  | The Rolling Stones       | Mick Jagger/Keith Richards     | Essex Musikvertriebs GmbH        |
| 3  | Japanese Girl (Originaltitel: Japanese Boy)                            | 3:11  | Aneka                    | Heatlie                        | EMI Publishing                   |
| 4  | Ferry ’Cross the Mersey                                                | 2:01  | Gerry & the Pacemakers   | Marsden                        | Universal Music Publishing       |
| 5  | Children of the Revolution                                             | 2:20  | T. Rex                   | Bolan                          | WIzard Ltd.                      |
| 6  | Wailing Wall                                                           | 2:39  | The Cure                 | Smith                          | Musikverlag Intersong GmbH       |
| 7  | 48 Crash                                                               | 2:48  | Suzi Quatro              | Chinn/Chapman                  | Chinnichap/rak Publ. Ltd.        |
| 8  | Sorry Suzanne                                                          | 3:00  | The Hollies              | Stephens/Macauley              | Musik-Edition Discoton           |
| 9  | Blue                                                                   | 1:22  | Eiffel 65                | Randone/Gabutti                | GZ2538Publishing                 |
| 10 | To Know Her Is to Love Her (Originaltitel: To Know Him Is to Love Him) | 2:26  | The Teddy Bears          | Spector                        | Abkco Music Publishing           |
| 11 | A Glass of Champagne                                                   | 2:27  | Sailor                   | Kajanus                        | Warner/Chappell                  |
| 12 | Nights in White Satin                                                  | 3:30  | The Moody Blues          | Hayward                        | Tyler Music Ltd.                 |
| 13 | Big Spender                                                            | 1:55  | Shirley Bassey           | Coleman/Fields                 | Connelly Musikverlag Sikorski Kg |
| 14 | Up Around the Bend                                                     | 2:27  | CCR                      | Fogerty                        | Jondira-BMI                      |
| 15 | Helter Skelter                                                         | 3:24  | The Beatles              | Lennon/McCartney               | Sony/ATV Music Publ./EMI Songs   |

## Musikstil
Musikalisch wurden die Lieder im typischen Bates-Stil umgesetzt, also vornehmlich schneller, lauter und direkter eingespielt. Das Lied Blue, im Original dem Eurodance zuzuordnen, klingt in der Bates-Version nach Metal. Anekas Japanese Boy wurde in Japanese Girl umgetauft und auch das Cover von den Teddy Bears wurde geschlechtlich zu To Know Her Is to Love Her verändert.

## Rezeption
Bettina Doerr von Laut.de hob hervor, dass dieses Album „leider nicht die Klasse ihrer Version von ‚Hello (Turn Your Radio On)‘ oder die geniale Interpretation des deutschen Kanons ‚Heo, spann den Wagen an‘“ erreiche. Im Visions wurden die Lieder als „eierlos verschunkelrockt[e] Neuauflagen von vier mäßig talentierten Scherzkeksen“ verrissen.